# Heaphy Track
Der Heaphy Track, benannt nach dem Maler, Forscher und Entdecker Charles Heaphy, ist eine populäre Wanderstrecke im Norden der Westküsten-Region auf der Südinsel  Neuseelands. Die Strecke ist 78,4 km lang und kann innerhalb von 3 bis 7, üblicherweise in 5 Tagen gewandert werden. 
Der Track gehört zu den  New Zealand Great Walks und damit zu den beliebtesten Wanderwegen Neuseelands. Der im Kahurangi-Nationalpark angelegte Track wurde nach dem Entdecker Charles Heaphy benannt.

## Geschichte

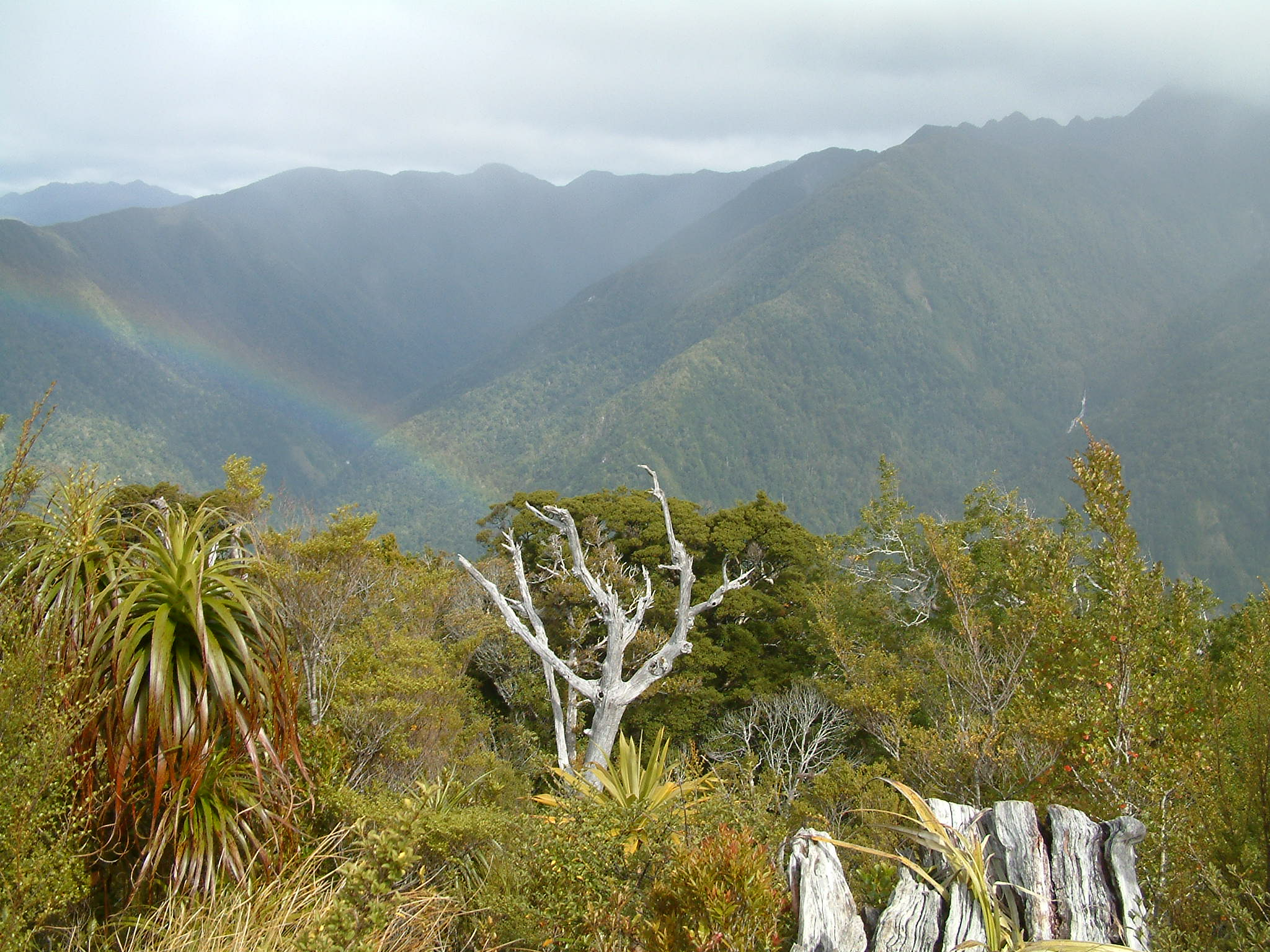
Blick herunter vom höchsten Punkt des Heaphy Tracks

Schon vor dem 16. Jahrhundert siedelten entlang der Strecke einige Māoristämme. Fundstücke zeigen, dass in dem vom Track durchquerten Gebiet, im Bereich der "Gouland Downs",  Māori nach Jadesteinen (Pounamu) suchten. 
Die ersten namentlich festgehaltenen Europäer in diesem Gebiet waren im Jahre 1846 die beiden Entdecker Charles Heaphy und Thomas Brunner mit ihrem Māoriführer Kehu.
Weitere dokumentierte Expeditionen führten 1859 der europäische Goldgräber Aldrige und 1860 James MacKay und John Clark.
In den folgenden Jahren wurde das Gebiet während des  Goldrauschs immer wieder von Goldsuchern durchforstet und der "Track" durch mehrere Landvermesser und Entdecker, darunter JB Saxon, 1888 angelegt.
Da in dieser Region auch nach 30 Jahren kein Gold gefunden wurde, geriet der Weg in Vergessenheit. Er wurde nach 1900 nur noch selten durch vereinzelte Jäger genutzt.
Erst mit der Gründung des "North-West Nelson Forest Park" 1965, der ab 1996 als Kahurangi-Nationalpark weiter existiert, wurde der Track wiederentdeckt. Mittlerweile wird er von jährlich Tausenden Touristen bewandert.

## Landschaft
Der Heaphy Track ist für seine Vielfalt bekannt, so dass man alle 20 km eine völlig neue Landschaft erblicken kann.

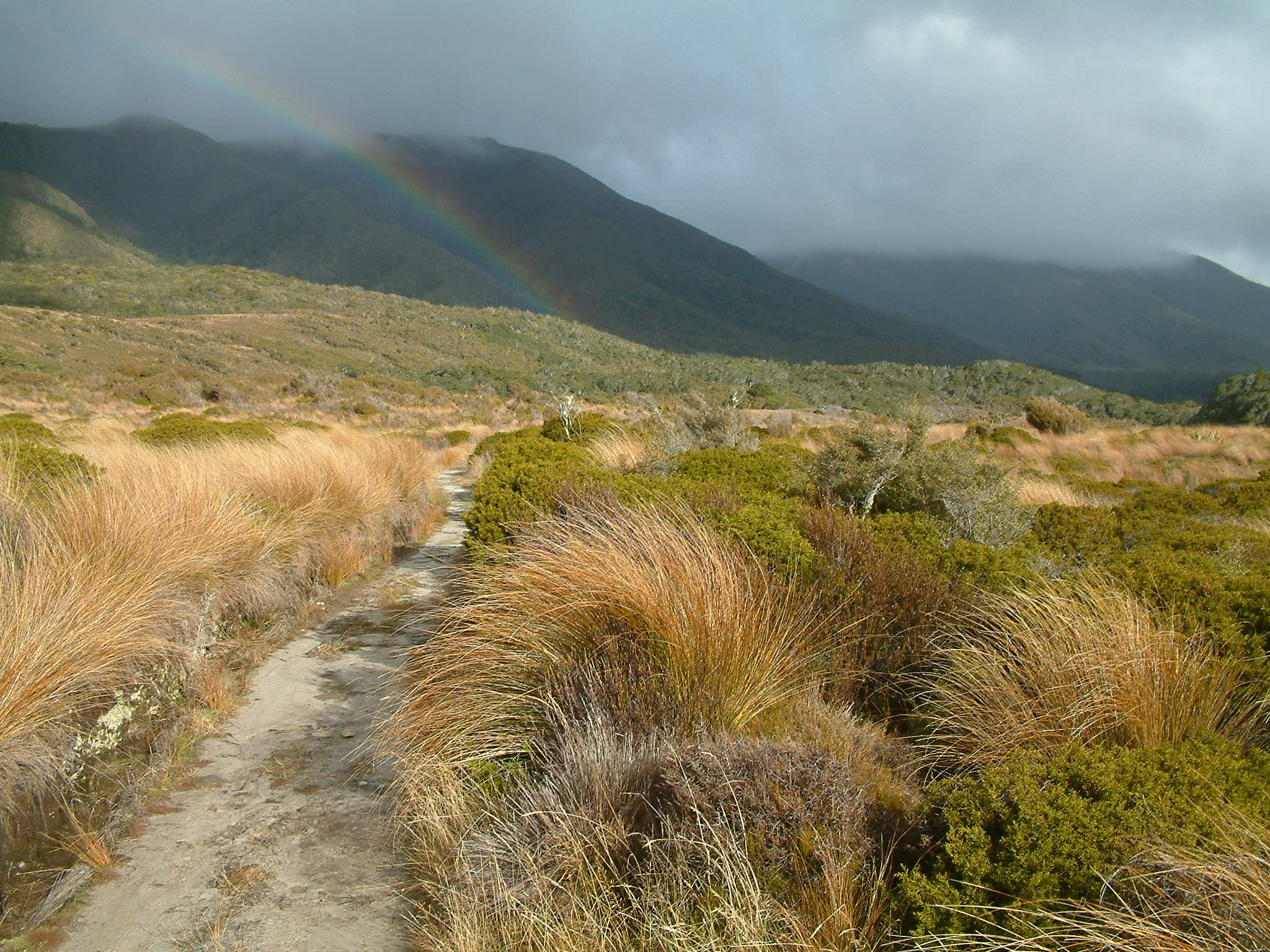
Die Gouland Downs
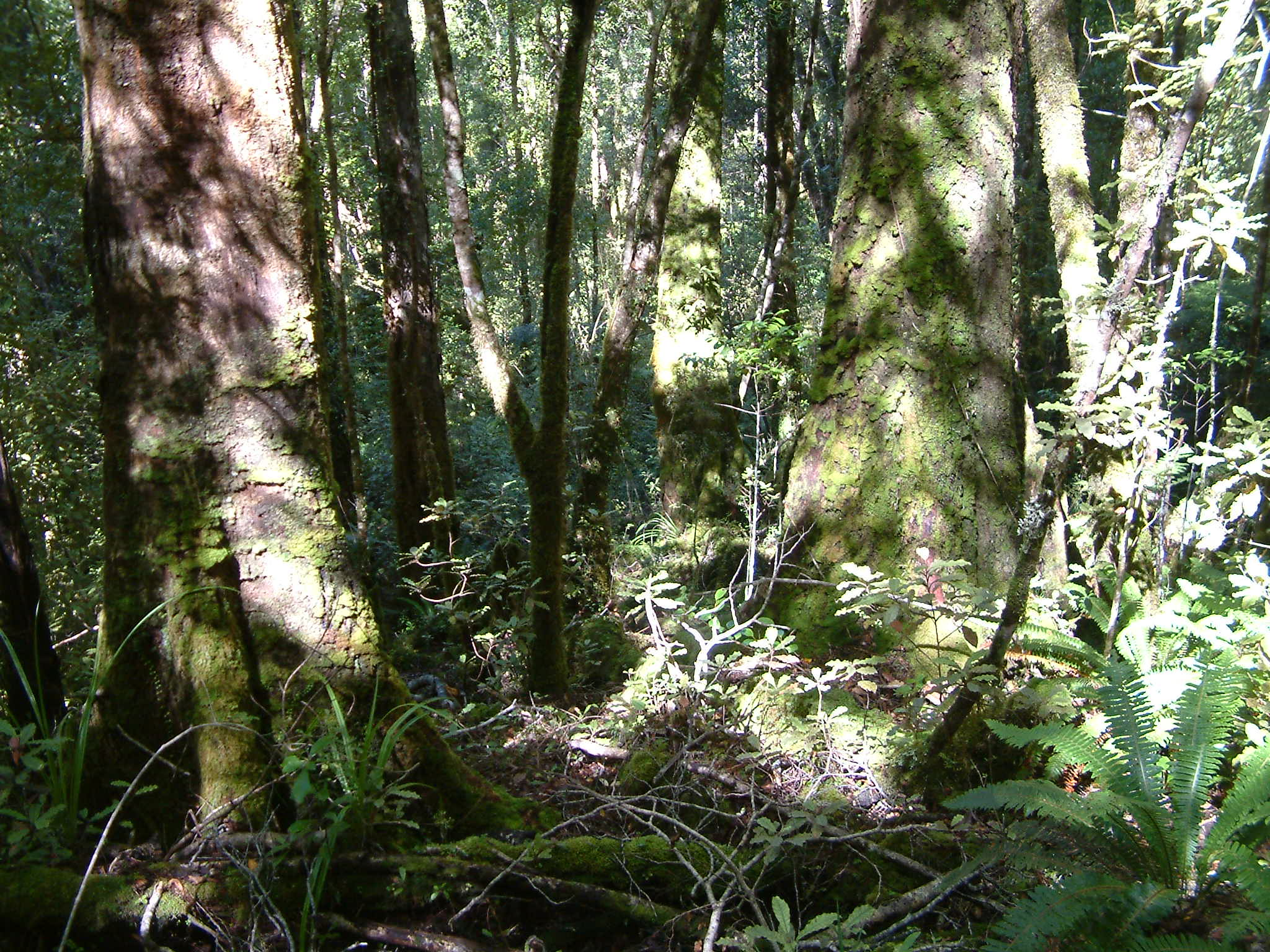
Ein Waldstück, westlich des MacKay hut
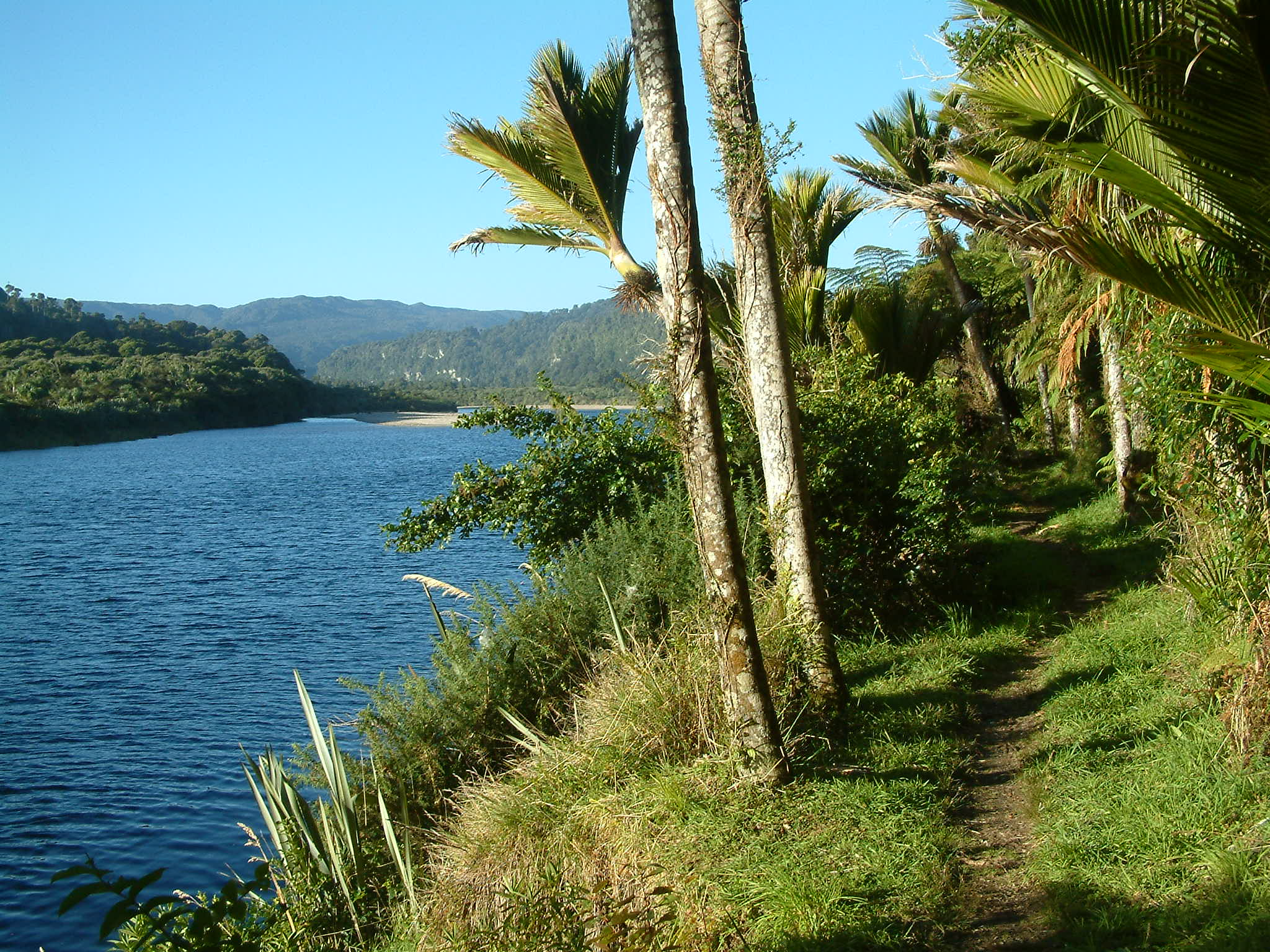
Nikaubäume seitlich des Heaphy River
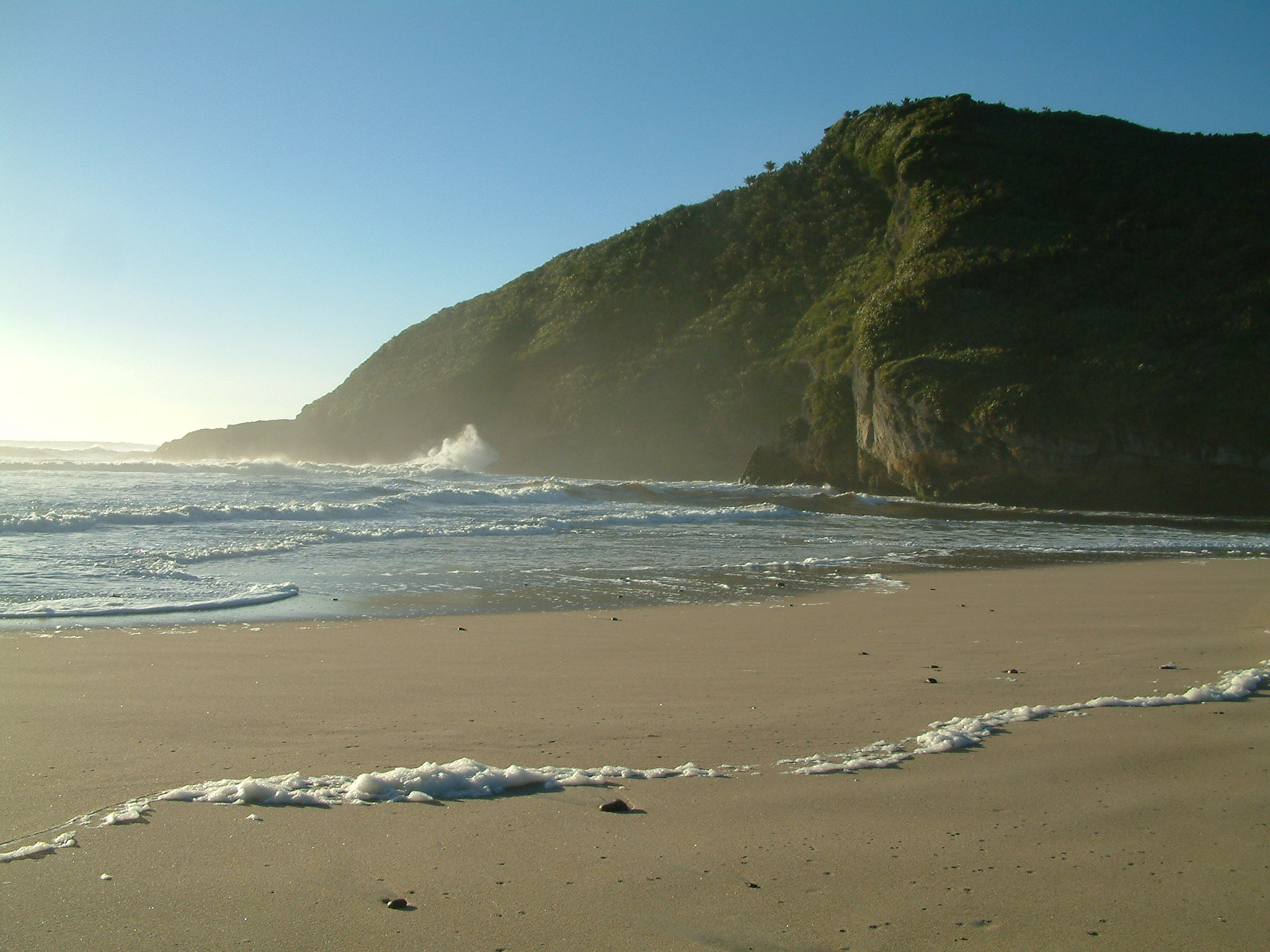
Die Tasmanische See an der Heaphy River Mündung